# سیب مکینتاش

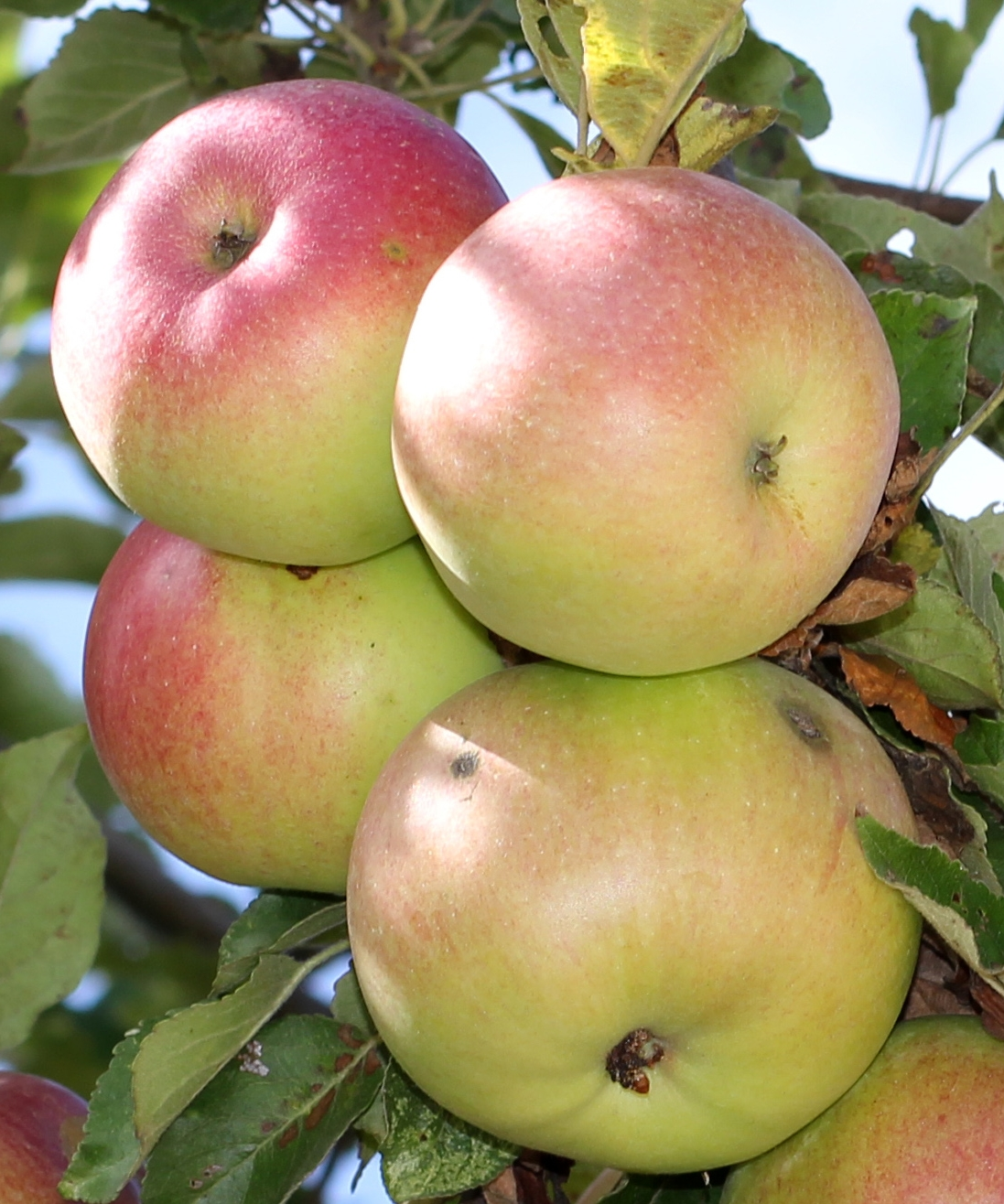
سیب مکینتاش

سیب مکینتاش ( ‎/ˈmæk[invalid input: 'ɨ']ntɒʃ/‎ MAK-in-tosh)(به انگلیسی: McIntosh) یک رقم سیب است. رنگ پوست آن سرخ و سبز است و مزهٔ ترش و گوشت سفید داشته و در اواخر سپتامبر می‌رسد. در قرن بیستم مشهورترین رقم سیب در کانادای شرقی و نیو انگلند بود و سیب همه منظوره همه برای پختن و هم خام خوردن بود. کارمند اپل جف راسکین به افتخار این سیب نام خطوط کامپیوترهای شخصی را مکینتاش گذاشت.